# Liste der Countys in Nevada
Der US-Bundesstaat Nevada ist in 16 Countys unterteilt. Die Hauptstadt Carson City ist eine unabhängige Stadt, wird aber nach dem US Census Bureau gleich wie ein County behandelt. 
Am 25. November 1861 wurde Nevada erstmals in zunächst neun Countys aufgeteilt. Am 31. Oktober 1864 trat Nevada den Vereinigten Staaten bei, mit dann bereits elf Countys. 1969 wurden Ormsby County und die Stadt Carson City zusammengelegt und zu einer unabhängigen Stadt erhoben. Carson City ist die Hauptstadt von Nevada, die größte und bekannteste Stadt Nevadas ist jedoch Las Vegas.
Der FIPS-Code für Nevada ist 32, das Kurzzeichen NV. 
Der Stand der Bevölkerungszahlen ist 2000. 

## Alphabetische Liste
| County            | FIPS-Code | County Seat        | Gründung | Ursprung                                   | Namensherkunft | Einwohner (2000) | Fläche     | Karte |
| ----------------- | --------- | ------------------ | -------- | ------------------------------------------ | --- | ---------------- | ---------- | ----- |
| Carson City       | 510       | (Independent city) | 1969     | 1969 aus Ormsby County.                    | Nach dem Carson River, der seinen Namen von Christopher Houston (Kit) Carson (1809–1868) hat, einem Pionier und Soldaten.                                            | 52.457           | 373 km²    |       |
| Churchill County  | 001       | Fallon             | 1861     | Eines der ursprünglich errichteten Countys | Sylvester Churchill (1783–1862), einem General im Amerikanisch-Mexikanischen Krieg.                                                                                  | 23.982           | 12.766 km² |       |
| Clark County      | 003       | Las Vegas          | 1908     | Lincoln County                             | William A. Clark (1839–1925), Senator Montanas und Erbauer einer Eisenbahnlinie durch das Gebiet.                                                                    | 1.375.765        | 20.489 km² |       |
| Douglas County    | 005       | Minden             | 1861     | Eines der ursprünglich errichteten Countys | Stephen Arnold Douglas (1813–1861), Senator von Illinois. | 41.259           | 1.839 km²  |       |
| Elko County       | 007       | Elko               | 1869     | Lander County                              | „Weiße Frau“ in der Sprache der Shoshone. Die Legende sagt, dass die Shoshoni hier zum ersten Mal eine Weiße Frau sahen.                                             | 45.291           | 44.501 km² |       |
| Esmeralda County  | 009       | Goldfield          | 1861     | Eines der ursprünglich errichteten Countys | Esmeralda Mining District, weil es angeblich im heutigen Nevada große Mengen Smaragde geben soll. Esmeralda ist das spanische und portugiesische Wort für „Smaragd“. | 971              | 9.295 km²  |       |
| Eureka County     | 011       | Eureka             | 1873     | Lander County                              | Griechisch Eureka (Heureka) „Ich hab's gefunden!“, bezogen auf die Silbervorkommen in der Umgebung.                                                                  | 1.651            | 10.816 km² |       |
| Humboldt County   | 013       | Winnemucca         | 1861     | Eines der ursprünglich errichteten Countys | Humboldt River, der seinen Namen von Alexander von Humboldt (1769–1859), einem deutschen Entdecker, hat.                                                             | 16.106           | 24.988 km² |       |
| Lander County     | 015       | Battle Mountain    | 1861     | Eines der ursprünglich errichteten Countys | Frederick W. Lander (1821–1862), General im Amerikanischen Bürgerkrieg.                                                                                              | 5.794            | 14.229 km² |       |
| Lincoln County    | 017       | Pioche             | 1866     | Nye County und Gebiete Arizonas.           | Abraham Lincoln (1809–1865). | 4.165            | 27.545 km² |       |
| Lyon County       | 019       | Yerington          | 1861     | Eines der ursprünglich errichteten Countys | General Nathaniel Lyon (1818–1861), der in der Schlacht am Wilson’s Creek fiel.                                                                                      | 34.501           | 5.164 km²  |       |
| Mineral County    | 021       | Hawthorne          | 1911     | Esmeralda County                           | Mineralienfunde in dem Gebiet gaben ihm den Namen. | 5.071            | 9.731 km²  |       |
| Nye County        | 023       | Tonopah            | 1864     | Esmeralda County                           | James W. Nye (1815–1876), Gouverneur des Nevada Territory und später Senator Nevadas.                                                                                | 32.485           | 47.001 km² |       |
| Pershing County   | 027       | Lovelock           | 1919     | Humboldt County                            | John Joseph (Black Jack) Pershing (1860–1948), General im Ersten Weltkrieg.                                                                                          | 6.693            | 15.563 km² |       |
| Storey County     | 029       | Virginia City      | 1861     | Eines der ursprünglich errichteten Countys | Edward Farris Storey (1829–1860), der am Pyramid Lake während des Pyramid-Lake-Krieges mit den Indianern fiel.                                                       | 3.399            | 684 km²    |       |
| Washoe County     | 031       | Reno               | 1861     | Eines der ursprünglich errichteten Countys | Die Washoe sind ein kleiner Indianerstamm, der in dem Gebiet lebt.                                                                                                   | 339.486          | 16.426 km² |       |
| White Pine County | 033       | Ely                | 1869     | Lander County                              | Das große Vorkommen von Kiefern (englisch „pine trees“) in dem Gebiet gab ihm den Namen. Man hielt sie für Weiß-Kiefern.                                             | 10.030           | 22.991 km² |       |

## Ehemalige Countys
- Bullfrog County, 1987 aus Teilen von Nye County gebildet, 1989 jedoch rückgängig gemacht, da die Gründung als rechtswidrig erklärt wurde.[1]
- Lake County (Nevada), eines der ursprünglichen neun Countys, wurde 1862 in Roop County umbenannt und ging dann 1864 zu Teilen ans Lassen County in Kalifornien, der verbleibende Teil wurde 1883 in Washoe County eingegliedert.[1]
- Ormsby County, eines der ursprünglichen neun Countys. Wurde 1869 mit Carson City zusammengelegt und bildet nun die unabhängige Stadt mit diesem Namen.[1]